# Football Club Haguenau 1900
Le Football Club Haguenau est un club de football français basé à Haguenau. Il est créé en 1900 et cesse d'exister en 1987 lorsqu'il fusionne avec le club rival des Sports réunis Haguenau pour donner naissance au Football Club Sports Réunis Haguenau (FCSR Haguenau).

## Historique
Le FC Haguenau remporte le championnat d'Alsace de football, aussi appelé Division d'honneur, en 1939. Grâce à cette performance, il participe au Championnat de France amateur. Il termine dernier de sa poule. 
En 1979, le club termine deuxième du championnat de Division d'honneur et se voit alors promu en championnat de France de Division 4, auquel il participe jusqu'à la saison 1984-1985.
À l'issue de la saison 1986-1987, le club fusionne avec les Sports réunis Haguenau pour créer le nouveau club du Football Club Sports Réunis Haguenau.

## Palmarès et statistiques
- Championnat d'Alsace
  - Champion en 1939.
  - Vice-champion en 1979.

- Championnat de France de Division 4
  - six participations

## Bilan par saison
| Saison    | Championnat      | Classement |
| --------- | ---------------- | ---------- |
| 1948-1949 | DH               | 8/9        |
| 1949-1950 | DH               | 10/11      |
| 1950-1951 | DH               | 7/14       |
| 1951-1952 | DH               | 5/13       |
| 1952-1953 | DH               | 3/12       |
| 1953-1954 | DH               | 7/13       |
| 1954-1955 | DH               | 10/12      |
| 1955-1956 | DH               | 6/12       |
| 1956-1957 | DH               | 9/13       |
| 1957-1958 | DH               | 10/12      |
| 1958-1959 | DH               | 9/12       |
| 1959-1960 | DH               | 12/12      |
| 1962-1963 | DH               | 8/12       |
| 1963-1964 | DH               | 7/12       |
| 1964-1965 | DH               | 10/12      |
| 1978-1979 | DH               | 2/14       |
| 1979-1980 | Division 4 Gr. C | 4/14       |
| 1980-1981 | Division 4 Gr. C | 7/14       |
| 1981-1982 | Division 4 Gr. C | 5/14       |
| 1982-1983 | Division 4 Gr. C | 10/14      |
| 1983-1984 | Division 4 Gr. C | 9/14       |
| 1984-1985 | Division 4 Gr. C | 13/14      |

## Source
- 100 ans de football à Haguenau, Strasbourg, Carréblanc, 2000, p. 92-111.